# (33772) 1999 RF145
(33772) 1999 RF145 est un objet de la ceinture principale d'astéroïdes extérieure découvert en 1999.

## Description
(33772) 1999 RF145 a été découvert le 9 septembre 1999 à l'observatoire Magdalena Ridge, situé dans le comté de Socorro, au Nouveau-Mexique (États-Unis), par le projet Lincoln Near-Earth Asteroid Research (LINEAR).

### Caractéristiques orbitales
L'orbite de cet astéroïde est caractérisée par un demi-grand axe de 3,24 ua, un périhélie de 2,92 ua, une excentricité de 0,010 et une inclinaison de 7,02° par rapport à l'écliptique. Du fait de ces caractéristiques, à savoir un demi-grand axe entre 3,2 et 4,6 ua, il est classé, selon la JPL Small-Body Database, comme objet de la ceinture principale d'astéroïdes extérieure.

### Caractéristiques physiques
(33772) 1999 RF145 a une magnitude absolue (H) de 13,6 et un albédo estimé à 0,054.